# Hradiště (Boemia centrale)
Hradiště è un comune della Repubblica Ceca facente parte del distretto di Benešov, in Boemia Centrale.